# Carlo Bini (tenore)
Carlo Bini, pseudonimo di Carlo Bifone (Santa Maria Capua Vetere, 9 marzo 1937 – Pescia, 6 agosto 2021), è stato un tenore italiano, attivo tra il 1965 e il 2005.

## Biografia
Secondogenito di Teresa e Antonio Bifone, che a Santa Maria Capua Vetere possedeva una pescheria, Carlo Bini nacque in una famiglia umile e numerosa: aveva infatti sei sorelle. A sei anni fu mandato in un collegio religioso per studiare ma, terminato il ginnasio, a quindici decise di lasciare la scuola per seguire le orme paterne. Nello stesso periodo si avvicinò al biliardo, che presto lo portò a vivere delle scommesse vinte giocando e a lasciare il suo lavoro di pescivendolo; quest'attività l'avrebbe portato a diventare campione italiano di biliardo nel 1963.
Si avvicinò alla musica quasi per caso e, dopo essere stato rifiutato dal conservatorio a causa della tisi che gli aveva perforato un polmone durante l'infanzia, cominciò a prendere lezioni private da Mino Campanino, pianista e direttore d'orchestra al Teatro San Carlo di Napoli. Al fianco del suo maestro, iniziò a formarsi musicalmente seguendo il percorso classico del conservatorio, anche se formalmente non si diplomò mai. Dopo i primi tre anni di studio in cui si dedicò solo al solfeggio e ai vocalizzi, a quello della dizione e dell'intonazione, si accostò alle romanze del Settecento e al repertorio classico della canzone napoletana. Nel 1964 si presentò al Concorso Internazionale Voci Verdiane a Busseto, dove fu protestato perché aveva poca voce. Campanino lo indirizzò quindi all'operetta.
Fu sposato con la ballerina Margaret Bailey, conosciuta nel 1966 mentre lavoravano nella Compagnia Grandi Spettacoli di Operette, dal 1971 alla morte. Morì nel 2021 all'età di 84 anni.

## Carriera

### Gli esordi
Nel 1965 si unì alla Compagnia Grandi Spettacoli di Operette e, su suggerimento del collega Carlo Campanini, adottò il nome d'arte di "Carlo Bini". Nello stesso anno fece il suo esordio sulle scene a Montecatini Terme, ne La danza delle libellule di Franz Lehár. Sarebbe rimasto con la compagnia fino al maggio del 1967, quando decise di proseguire con gli studi canori insieme a Campanino; fu proprio in questo periodo, tra il 1966 e il 1967, che venne profondamente segnato dall'incontro con Padre Pio, conosciuto attraverso Campanini, che del futuro santo era figlio spirituale. Bini in seguito avrebbe attribuito a questo incontro il suo successo sulle scene negli anni successivi.
Nel 1968 si cimentò nelle sue prime esibizioni come tenore d'opera, esordendo come Rodolfo ne La bohème a Velletri; la sua esibizione fu protestata dal pubblico e Bini decise quindi di proseguire con gli studi. Nel gennaio del 1969 esordì al Teatro San Carlo di Napoli nel ruolo di Pinkerton nella Madama Butterfly, inaugurando una collaborazione con il teatro partenopeo destinata a durare per diversi anni.

### L'affermazione
Il 3 luglio 1971, mentre si preparava per Fra Diavolo al San Carlo, sostituì all'ultimo momento Luciano Pavarotti in una rappresentazione della Lucia di Lammermoor allo Sferisterio di Macerata con Renata Scotto. Un talent scout presente alla rappresentazione decise di scritturarlo, diventandone l'agente.
Nel corso degli anni settanta, Bini cantò in molti dei maggiori teatri d'opera al mondo. La sua carriera visse una svolta internazionale nel 1974, quando il regista Götz Friedrich lo scelse per una nuova produzione de La bohème a Stoccarda. Nel 1975 debuttò alla New York City Opera cantando come Des Grieux nella Manon Lescaut di Puccini, mentre tra 1978 al 1982 cantò in diverse occasioni al Metropolitan Opera House. Dopo il suo debutto al Met nel giugno del 1978, nel Rigoletto, affrontò il suo vero battesimo del fuoco il 14 novembre 1978, quando al fianco del mezzosoprano Elena Obrazcova partecipò a un allestimento della Carmen diretta da Giuseppe Patanè: La critica lo accolse bene, commentando che, sebbene potesse migliorare nello stile, il suo fervore e la sua potenza vocale avevano dato vera vita al suo Don José. Tra le opere che interpretò al Met nei mesi e negli anni successivi figurano Luisa Miller, Cavalleria Rusticana, Tosca e Il trovatore. Dopo quattro anni di intensa collaborazione, i rapporti tra il teatro e Bini si attenuarono a seguito del clamore suscitato dalla sua esibizione ne La Gioconda del 14 ottobre del 1982. Bini accettò di sostituire dopo il primo atto Plácido Domingo, indisposto, e il pubblico lo protestò malamente a causa di alcuni errori. Nonostante le critiche, portò a termine la sostituzione di Domingo anche nelle date successive, con maggior successo.
Nel 1973 esordì al Teatro dell'Opera di Roma nel ruolo del Tamburmaggiore in Wozzeck, tornandovi poi nel tre anni più tardi come Des Grieux in Manon. Nella stagione 1975/1976 fu Arrigo ne I vespri siciliani all'Opéra national de Paris. L'esordio scaligero avvenne nel 1977, quando Edoardo Müller lo diresse come Rodolfo ne La bohème. Sarebbe tornato a cantare al Teatro alla Scala in diverse occasioni, apparendovi nei ruoli del Tamburmaggiore in Wozzeck, che cantò in tedesco diretto da Claudio Abbado in un allestimento di Luca Ronconi, di Andrej Chovanskij in Chovanščina, che cantò in russo, e di Arvino ne I Lombardi alla prima crociata con José Carreras e diretto da Gianandrea Gavazzeni.
Esordì alla Wiener Staatsoper nel 1976 come Alfredo ne La traviata, tornandovi a cantare tre anni più tardi come Don Jose in Carmen. Il debutto al Covent Garden avvenne nel 1981, quando cantò come Gabriele Adorno nel Simon Boccanegra accanto al Sherrill Milnes. Tra gli anni settanta e ottanta cantò anche al Teatro Comunale di Bologna, alla Deutsche Oper di Berlino, allo Staatsoper Stuttgart, all'Ópera Nacional di Santiago del Chile e al Chicago Opera Theater. Nel corso della sua carriera fu diretto direttori d'orchestra del calibro di Claudio Abbado, Carlos Kleiber, John Pritchard, Riccardo Chailly, Riccardo Muti e Giuseppe Patanè e cantò al fianco di soprani come Montserrat Caballè, Gwyneth Jones, Katia Ricciarelli e Ghena Dimitrova.

### Gli ultimi anni
Verso la fine degli anni ottanta si trasferì con la moglie nella campagna di Monsummano Terme, in provincia di Pistoia, dove si dedicò alla produzione del vino e dell'olio. Diradò quindi notevolmente gli impegni sulle scene, continuando a cantare in opere e operette solo nei periodi in cui non era occupato dall'attività agricola (come, ad esempio, il periodo della vendemmia). Nel 1990 fu Avito ne L'amore dei tre re al Teatro Massimo di Palermo e, nel corso degli anni novanta, cantò in alcune occasioni alle Terme di Caracalla, apparendo come Ismaele in Nabucco (1991) e Radames nell'Aida con Alessandra Marc.
La sua carriera si interruppe bruscamente nel 2005, a causa di problemi di salute. Nel 1993 fu insignito del Premio "Le Muse" a Firenze, mentre nel 2013 del Premio Masaniello a Napoli.

## Repertorio
| Ruolo                          | Titolo                         | Autore           |
| ------------------------------ | ------------------------------ | ---------------- |
| Fra Diavolo                    | Fra Diavolo                    | Auber            |
| Tamburomaggiore                | Wozzeck                        | Berg             |
| Don José                       | Carmen                         | Bizet            |
| Maurizio                       | Adriana Lecouvreur             | Colautti         |
| Totò                           | Scugnizza                      | Costa            |
| Demodoco                       | Ulisse                         | Dallapiccola     |
| Roberto Devereux               | Roberto Devereux               | Donizetti        |
| Juan Damigo                    | Clivia                         | Dostal           |
| Andrea Chénier                 | Andrea Chénier                 | Giordano         |
| Conte Loris Ipanoff            | Fedora                         | Giordano         |
| Graf Tassilo                   | Contessa Maritza               | Kálmán           |
| Ottavio                        | La danza delle libellule       | Lehár            |
| Armando                        | Frasquita                      | Lehár            |
| Conte Danilo                   | La vedova allegra              | Lehár            |
| Il Conte                       | Il conte di Lussemburgo        | Lehár            |
| Canio/Pagliaccio               | Pagliacci                      | Leoncavallo      |
| Turiddu                        | Cavalleria rusticana           | Mascagni         |
| Avito                          | L'amore dei tre re             | Montemezzi       |
| Andrej Chovanskij              | Chovanščina                    | Musorgskij       |
| Dubrowski                      | Dubrowski II                   | Napoli           |
| Hoffmann                       | Les contes d'Hoffmann          | Offenbach        |
| Lindoro                        | Nina, o sia La pazza per amore | Paisiello        |
| Enzo Grimaldo                  | La Gioconda                    | Ponchielli       |
| Rodolfo                        | La bohème                      | Puccini          |
| Mario Cavaradossi              | Tosca                          | Puccini          |
| F. B. Pinkerton                | Madama Butterfly               | Puccini          |
| Rodolfo                        | La Bohème                      | Puccini          |
| Pollione                       | Norma                          | Puccini          |
| Il Cavaliere Renato Des Grieux | Manon Lescaut                  | Puccini          |
| Il fabbro Vakula               | La notte prima di Natale       | Rimskij-Korsakov |
| Fernand Cortez                 | Fernand Cortez                 | Spontini         |
| Franz Schubert                 | La casa delle tre ragazze      | Schubert         |
| Niki                           | Sogno d'un valzer              | Straus           |
| Eisenstein                     | Il pipistrello                 | Strauss          |
| Duca di Mantova                | Rigoletto                      | Verdi            |
| Manrico                        | Il trovatore                   | Verdi            |
| Alfredo Germont                | La traviata                    | Verdi            |
| Don Carlo                      | Don Carlo                      | Verdi            |
| Ernani                         | Ernani                         | Verdi            |
| Arvino                         | I Lombardi alla prima crociata | Verdi            |
| Rodolfo                        | Luisa Miller                   | Verdi            |
| Fenton                         | Falstaff                       | Verdi            |
| Riccardo                       | Un ballo in maschera           | Verdi            |
| Don Alvaro                     | La forza del destino           | Verdi            |
| Arrigo                         | I vespri siciliani             | Verdi            |
| Gabriele Adorno                | Simon Boccanegra               | Verdi            |
| Romeo Montecchio               | Giulietta e Romeo (Zandonai)   | Zandonai         |

## Discografia parziale
- Verdi, Decca Phase 4: The Verdi Requiem - Carlos Paita (direction)/The Royal Philarmonic Orchestra, The London Philarmonic Choir/Heather Harper, Josephine Veasey, Carlo Bini, Hans Sotin/1975 Decca Records.
- Strauss, Eine Nacht in Venedig - Ernst Mä zendorfer (Direktion), Ferenc Sapszon (Chordirektion)/ Ungarisches Staatsorchester/Carlo Bini, Karl Dönch, Elisabet Steiner, Wolfgang Brendel, Jeanette Scovotti, Frieder Stricker, Elke Schary/1977 BASF (Vinile)
- Strauss, Eine Nacht in Venedig - Ernst Märzendorfer (Direktion), Ferenc Sapszon (Chordirektion)/ Ungarisches Staatsorchester/ Carlo Bini, Karl Dönch, Elisabet Steiner, Wolfgang Brendel, Jeanette Scovotti, Frieder Stricker, Elke Schary/1977 ACANTA (CD)
- Romanze e canzoni napoletane - Mino Campanino (direzione)/Orchestra Sinfonica di Napoli/Carlo Bini/1997 NUOVA FONIT CETRA
- Giacomo Puccini, Madama Butterfly - Ettore Gracis (direttore)/ Orchestra e Coro del Teatro La Fenice/ Maria Chiara, Carlo Bini/ 1999 MONDO MUSICA -  Italia

## Videografia parziale
- Straus, Sogno d'un valzer - Hans Walter Kampfel (direttore), Andrea Giorgi (direttore di coro)/ Carlo Bini, Edith Martelli, Lino Savorani, Elena Zilio et. al./ ©1977 materiali Rai Radiotelevisione Italiana, 2010 Fabbri Editori
- Promenaden Konzert - Melodie aus Italien - Roberto Benzi (Direktor)/1980 NDR HANNOVER
- Verdi, I Lombardi alla prima crociata - Gianandrea Gavazzeni/José Carreras/Ghena Dimitrova/Silvano Carroli, regia Gabriele Lavia, 1984 Nvc Arts
- 33. Internationale Orgelwoche Nürberg, 23.6 - 7.7 1984/ St.Sebald Nürberg Kirchmusic / 1984 ION
- Dostal, Clivia - Guerrino Gruber (direttore)/ Elio Crovetto, Tiziana Sojat, Carlo Bini et. al., regia di Gino Landi/ ©1987, 2017 Centauria